# Addicted to Music
Addicted To Music — четвёртый студийный альбом немецкого музыканта и продюсера электронной музыки Андре Таннебергера, выпущенный 28 апреля 2003 года на лейбле Kontor Records.

## Обзор
Addicted To Music стал поворотным моментом в творческой карьере ATB. Андре сумел записать пластинку, отличную от предыдущего его творчества. Мелодичность Movin’ Melodies и клубное звучание Dedicated сменились холодностью. Альбомный звук снова эволюционировал, транс-звучание уступило место ломанным даунтемпо-ритмам («Everything Is Wrong», «We Belong», «Break My Heart») и экспериментальным работам («Trilogy», «Cabana Moon»). Основными темами композиций стали темы любви, смерти, философии и мечты.
В работе над альбомом снова принимал участие Кен Харрисон (англ. Ken Harrison), с которым Андре уже сотрудничал во время записи своего предыдущего альбома Dedicated. Роль Кена в Addicted To Music существенно возросла по сравнению с его работой над предыдущей пластинкой ATB: он выступил как соавтор подавляющего большинства композиций, включая те, на которые были выпущены синглы.
Руди (нем. RuDee), работавший над «Halcyon» из Dedicated, выступил соавтором в «Sunset Girl», «Do You Love Me» и «Trilogy».

### Интересные факты
- Композиция «We Belong» посвящена Штефе Хебенстрайту (нем. Steve Hebenstreit; 13 октября 1965 — 11 ноября 2002).
- После «Cabana Moon» спрятана скрытая композиция Wild Strawberries «Ruby».
- Работу «Do You Love Me» можно было услышать ещё в 2002 году в альбоме Trance Allstars Synergy II — The Story Continues…

## Обложка и оформление
В феврале 2003 года в загородном доме в Лос-Анджелесе состоялись съёмки клипа «I Don’t Wanna Stop» и фотосессия, на которой были сделаны снимки к буклету и обложке альбома. Видео и фотографиями занимался Олаф Гейне (нем. Olaf Heine), работавший над Two Worlds. «I Don’t Wanna Stop» стала третьей совместной работой Андре и Олафа.
Художественное оформление Addicted To Music разработано постоянным дизайнером Марком Шилковски (нем. Marc Schilkowski). Начиная с этого альбома, буква «A» в логотипе не выделена другим цветом. Оформление буклета и обложек выдержано в серых тонах. Впервые в истории ATB в буклете размещены тексты композиций. На предпоследней странице содержатся благодарности и пожелание Андре.

## Альбом

### Список композиций
| №   | Название              | Автор(ы)                                   | Длительность |
| --- | --------------------- | ------------------------------------------ | ------------ |
| 1.  | «In Love With The DJ» | A. Tanneberger, K. Harrison                | 6:46         |
| 2.  | «I Don’t Wanna Stop»  | A. Tanneberger, K. Harrison                | 3:35         |
| 3.  | «Everything Is Wrong» | A. Tanneberger, K. Harrison                | 5:05         |
| 4.  | «Long Way Home»       | A. Tanneberger, K. Harrison                | 5:18         |
| 5.  | «We Belong»           | A. Tanneberger, K. Harrison                | 4:26         |
| 6.  | «Gentle Melody»       | A. Tanneberger                             | 5:21         |
| 7.  | «I Will Not Forget»   | A. Tanneberger                             | 4:58         |
| 8.  | «Break My Heart»      | A. Tanneberger, K. Harrison, M. Wienstroer | 4:26         |
| 9.  | «Sunset Girl»         | A. Tanneberger, RuDee                      | 6:52         |
| 10. | «Do You Love Me»      | A. Tanneberger, RuDee                      | 6:35         |
| 11. | «Peace = Illusion»    | A. Tanneberger                             | 4:33         |
| 12. | «Trilogy»             | A. Tanneberger, RuDee                      | 3:35         |
| 13. | «Cabana Moon»         | A. Tanneberger, Woody van Eyden            | 6:15         |
| 14. | «Ruby»                | A. Tanneberger, K. Harrison                | 4:09         |

### Издания
| Страна     | Дата | Лейбл            | Формат  | Каталог                |
| Германия   | 2003 | Kontor Records   | CD      | Kontor310, 0147982KON  |
| Россия     | 2003 | Танцевальный Рай | CD      | LP-228                 |
| Германия   | 2003 | Kontor Records   | CD, DVD | Kontor310              |
| Португалия | 2003 | Enter Records    | CD, DVD | 11.80.8197             |
| Германия   | 2003 | Kontor Records   | DVD     | Kontor316, 0147988 KON |
| Германия   | 2003 | Kontor Records   | LP      | Kontor315              |
| США        | 2003 | Radikal Records  | CD+CD   | RAD90062-2             |
| Австралия  | 2003 | Bang On!         | CD+CD   | BANGCD029              |

### Форматы
- CD — содержащий 13 композиций альбома
- CD+DVD специальное немецкое издание — 13 композиций альбома, включая бонус DVD с клипом «I Don’t Wanna Stop», короткий фильм US Tour, трейлер к DVD
- DVD — содержащий 9 клипов, часовой фильм US Tour, студия ATB, интервью, полная дискография с лирикой, хронология, галерея, вопросы о творчестве Андре, создание клипа «I Don’t Wanna Stop», обои для рабочего стола
- LP — 9 композиций альбома на двух двухсторонних виниловых дисках
- CD+CD американское издание — включает бонус-диск с дополнительными материалами: выступление в Чикаго, трейлер к DVD
- CD+CD австралийское издание — бонус-диск с ремиксами и четыре клипа

### Синглы
Первым релизом, выпущенным с альбома, стал сингл «I Don’t Wanna Stop». Это первый сингл ATB, вышедший в мультимедийном формате и содержащий как музыку, так и видео. Вокальную партию исполняет Роберта Картер Харрисон (англ. Roberta Carter Harrison), голос которой можно услышать на втором и третьем альбомах.
Вторым релизом с Addicted To Music был заявлен «Long Way Home». В съёмках клипа принял участие Руди. Основная часть видео была снята в помещении, другая — нарезка из американского тура Андре. Диск имеет две различные обложки: на одной надпись выполнена вертикально, на другой — горизонтально. Вторая версия использовалась для американского издания.
«Sunset Girl / In Love With The DJ» — третий двойной сингл. Обе композиции попали в первую часть компиляции The DJ и уникальны тем, что не содержат ремиксов вообще. Сингл распространялся на виниле и в виде MP3-файла.
| Информация                                                                                  | Трек-лист |
| ------------------------------------------------------------------------------------------- | --- |
| I Don’t Wanna Stop - Вышел: 2003 - Лейбл: Kontor Records - Носители: LP                     | 1. Original Mix 2. Clubb Mix |
| I Don’t Wanna Stop - Вышел: 2003 - Лейбл: Kontor Records - Носители: CD                     | 1. Radio Edit 2. Clubb Mix 3. Original Mix |
| Long Way Home - Вышел: 2003 - Лейбл: Kontor Records - Носители: LP                          | 1. Original Mix 2. Clubb Mix 3. Steve Murano Remix 4. Starfighter 2 Remix                                                                     |
| Long Way Home - Вышел: 2003 - Лейбл: Kontor Records - Носители: CD                          | 1. Radio Edit 2. Original Mix 3. Clubb Mix 4. Steve Murano Remix 5. Starfighter 2 Remix                                                       |
| Sunset Girl / In Love With The DJ - Вышел: 2003 - Лейбл: Kontor Records - Носители: LP      | 1. Sunset Girl (Limited Clubb Mix 2.3) 2. In Love With The DJ (New Vocal Clubb Mix)                                                           |
| Sunset Girl / In Love With The DJ - Вышел: 2003 - Лейбл: Kontor Records - Носители: LP, MP3 | 1. In Love With The DJ (New Vocal Clubb Mix) 2. In Love With The DJ (Radio Edit) 3. Sunset Girl (Limited Clubb Mix) 4. Sunset Girl (Shortcut) |

## Участники записи
- Роберта Картер Харрисон (Roberta Carter Harrison) — вокал
- Руди (RuDee) — инженер звукозаписи
- Кен Харрисон (Ken Harrison), Руди (RuDee), Вуди ван Эйден (Woody van Eyden) — соавторы
- Маркус Винстрёр (Markus Wienstroer) — гитара